# Menhard Bavorský
Menhard Bavorský (9. února 1344, Landshut – 13. ledna 1363, hrad Tirol) byl bavorský vévoda a tyrolský hrabě jako Menhard III.

## Život
Narodil se z manželství bavorského vévody Ludvíka V. a Markéty, jediné dědičky Jindřicha Korutanského. Jeho narození předcházel evropský skandál, když Markéta za pomoci tyrolské šlechty s ostudou vyhnala svého prvního manžela Jana Jindřicha, a obvinila jej z impotence. Následně se 10. února 1342 se provdala za Menhardova otce Ludvíka. Papež Klement VI. neplatnost Markétina prvního manželství neuznal a pár exkomunikoval.
Exkomunikace byla zrušena až v souvislosti s Menhardovým sňatkem s Markétou, dcerou rakouského vévody Albrechta, který se konal po dlouholetém zasnoubení 4. září 1359 v Pasově. O dva roky později se po otcově skonu stal matčiným spoluvládcem. Zemřel bez potomstva v lednu 1363. Po jeho smrti připadlo Horní Bavorsko strýci Štěpánovi II. a Tyrolsko na základě smluv švagrovi Rudolfovi IV.